# On Line (album)
On Line è un album del trio del chitarrista belga Guy Raiff con Art Farmer e Charles Loos, pubblicato dalla Pavane Records nel 1992. Il disco fu registrato nello stesso anno.

## Tracce
1. On Line – 3:24 (Guy Raiff)
2. Loost Waltz – 5:27 (Guy Raiff)
3. Sand Glass – 6:24 (Luc Vanden Bosch)
4. Ma non troppo – 5:05 (Guy Raiff)
5. The Words to Say It – 6:15 (Guy Raiff)
6. Estepona – 5:33 (Guy Raiff)
7. First Tooth – 4:56 (Guy Raiff)
8. Song for Mia – 6:19 (Guy Raiff)
9. Lucky – 3:50 (José Bedeur)
10. Time Goes Too Fast – 7:20 (Guy Raiff)

## Musicisti
- Guy Raiff - chitarra
- José Bedeur - contrabbasso
- Luc Vanden Bosch - batteria
- Art Farmer - tromba
- Charles Loos - pianoforte